# Dante: Pokol
A Dante: Pokol (eredeti cím: Dante’s Inferno: An Animated Epic) 2010-ben bemutatott amerikai–japán–dél-koreai animációs film. 2010. február 9-én jelent meg DVD-n. A film a Dante’s Inferno videójáték és Dante Alighieri Isteni színjátékának első színe, a Pokol alapján készült.
Az animációs munkát a Film Roman végezte a Production I.G segítségével, de összesen hat animációsfilm-stúdió vett részt a gyártásban. A film 11 fejezetre osztható, az egyes részek eltérő stílusban animáltak, a főszereplők megjelenése és öltözete folyamatosan változik.
Magyarországon az InterCom adta ki DVD-n 2010. szeptember 22-én, 5.1-es magyar, angol, lengyel és cseh szinkronnal és felirattal.

## Cselekmény
Dante, az ifjú lovag visszatér a harmadik keresztes hadjáratból, azonban az egész családját lemészárolva találja. Kedvese, Beatrice is épp haldoklik, mikor rátalál. Mivel Beatrice a férfi távollétében egyezséget kötött Luciferrel Dante épsége érdekében, a legfőbb ördög elragadja az asszony lelkét, mivel Dante megszegte az egyezséget azzal, hogy a háború során nem maradt hűséges Beatricéhez. A férfi azonban nem hagyja ennyiben kedvese elvesztését, azonnal a Pokolba veszi az irányt. Útja során a nagy római költő, Vergilius segítségével kel át a Pokol bugyraiban rá leselkedő veszélyeken, miközben szembesülnie kell saját és hozzátartozói bűneivel, így hűtlenségével, gyilkosságaival vagy apja kapzsiságával és anyja öngyilkosságával. Végül magával a Sátánnal kell megküzdenie szerelme lelkéért, akivel Lucifer házasságra kíván lépni.

### Fejezetek
A Dante: Pokol 11 fejezetre osztható: egy bevezetésre, a Pokolba való megérkezésre és a Pokol kilenc körének egyenkénti bemutatására.
1. Prológus (Prologue)
2. Az érkezés (The Arrival)
3. Pokol tornáca (Limbo)
4. Bujaság (Lust)
5. Falánkság (Gluttony)
6. Kapzsiság (Greed)
7. Harag (Anger)
8. Dis városa/Eretnekség (City of Dis/Heresy)
9. Erőszak (Violence)
10. Csalás (Fraud)
11. Árulás (Treachery)

## Szereplők
| Szereplő                        | Angol hang                                                      | Magyar hang |
| ------------------------------- | --------------------------------------------------------------- | ----------- |
| Dante                           | Graham McTavish Grey DeLisle (gyerek)                           | N/A         |
| Beatrice                        | Vanessa Branch                                                  | N/A         |
| Lucifer                         | Steven Blum                                                     | N/A         |
| Vergilius                       | Peter Jessop                                                    | N/A         |
| Alighiero (Dante apja)          | Mark Hamill                                                     | N/A         |
| Bella                           | Victoria Tennant                                                | N/A         |
| Kharón                          | Bart McCarthy                                                   | N/A         |
| Fillipo Agenti                  | Bart McCarthy                                                   | N/A         |
| Minos király                    | Kevin Michael Richardson                                        | N/A         |
| Phelgyas                        | Kevin Michael Richardson                                        | N/A         |
| bosszúálló                      | John Paul Karliak                                               | N/A         |
| Francesco                       | Tom Tate                                                        | N/A         |
| Farinata Uberti                 | J. Grant Albrecht                                               | N/A         |
| Ciacco                          | J. Grant Albrecht                                               | N/A         |
| fogolylány                      | Nika Futterman                                                  | N/A         |
| Nessus                          | Charlotte Cornwell                                              | N/A         |
| buja szeretők                   | Grey DeLisle Vanessa Marshall Charlotte Cornwell Nika Futterman | N/A         |
| jégbefagyott, elkárhozott áruló | Vanessa Marshall                                                | N/A         |
| Richárd király                  | H. Richard Greene                                               | N/A         |
| Szókratész                      | H. Richard Greene                                               | N/A         |
| Platón                          | Greg Ellis                                                      | N/A         |
| gyerek                          | Shelley O’Neil                                                  | N/A         |

## Fogadtatás
Zac Bertschy az Anime News Networktől összességében B- osztályozást adott a filmnek. Kritizálta bizonyos részek kiegyensúlyozatlanságát és az „abszurd történetvezetést”.